# Krishnapur
Krishnapur è una suddivisione dell'India, classificata come census town, di 6.676 abitanti, situata nel distretto di Hooghly, nello stato federato del Bengala Occidentale. In base al numero di abitanti la città rientra nella classe V (da 5.000 a 9.999 persone).

## Geografia fisica
La città è situata a 22° 40' 13 N e 88° 16' 10 E e ha un'altitudine di 10 m s.l.m..

## Società

### Evoluzione demografica
Al censimento del 2001 la popolazione di Krishnapur assommava a 6.676 persone, delle quali 3.365 maschi e 3.311 femmine. I bambini di età inferiore o uguale ai sei anni assommavano a 800, dei quali 403 maschi e 397 femmine. Infine, coloro che erano in grado di saper almeno leggere e scrivere erano 4.613, dei quali 2.472 maschi e 2.141 femmine.